# Nigari
Il nigari, (giapponese 苦 汁 o に が り) o bittern, è la soluzione salina che si forma quando l'halite (sale da cucina) precipita dall'acqua di mare o dalle salamoie, utilizzato principalmente nella cucina giapponese per la produzione del tofu. Il nigari contiene cloruro di magnesio (raffinato, igroscopico), solfato di calcio (gesso) o acido citrico  e potassio, nonché cloruro, solfato, ioduro e altri ioni.
Il nigari si forma comunemente negli stagni salati dove l'evaporazione dell'acqua provoca la precipitazione di salgemma. Queste saline possono essere parte di un impianto industriale per la produzione di sale oppure possono essere utilizzate come deposito di rifiuti per le salamoie prodotte nei processi di desalinizzazione.
Il nigari è una fonte di molti sali utili. Viene utilizzato come fonte naturale di Mg2+ e può essere utilizzato come coagulante sia nella cucina giapponese per la produzione del tofu che nel trattamento delle acque reflue industriali.